# Stefan Richter (Politiker)
Stefan Richter (* 7. Juli 1861 in Groß Petersdorf, heute Vražné; † 9. Februar 1929 in Wien) war ein österreichischer Politiker für Landwirtschaft und Genossenschaftswesen.

## Leben
Stefan Richter war der Sohn einer alteingesessenen Bauernfamilie aus Groß Petersdorf (Nord-Mähren). Nach Absolvierung der Landesoberrealschule in Neutitschein studierte er an der  Hochschule für Bodenkultur in Wien. Danach widmete er sich der praktischen Landwirtschaft. Dabei wurden ihm die Rückständigkeit und die vielfachen Probleme der Bauern bewusst, die erst 1848 aus der Leibeigenschaft entlassen worden waren. Da diese sich aus eigener Kraft kaum selbst davon befreien konnten, sah er in der staatlichen Förderung moderner Produktionsmethoden und im Genossenschaftswesen Lösungsmöglichkeiten. Richter trat in den Landwirtschaftlichen Verein des Kuhländchens ein, wo er seine Überlegungen eifrig vortrug. So hielt er bei einer Versammlung dieses Vereines am 15. November 1885 in Partschendorf einen Vortrag, in dem er die Gründung von Raiffeisenschen Spar- und Darlehenskassen anregte. Damals gab es im Deutschen Reich schon 255 Raiffeisenkassen. In Böhmen und Mähren waren diese jedoch noch unbekannt. Als Ergebnis wurde im Jahre 1886 als erste Raiffeisenkasse in Mähren die Spar- und Darlehenskasse Eintracht für Klein- und Groß-Petersdorf gegründet.
Da sich Richter einen Namen als Experte für das Genossenschaftswesen gemacht hatte, wurde er 1893 vom Bezirk Tetschen in die Kurie der ländlichen Gemeinden des böhmischen Landtags gewählt. Bei der Wahl von 1899 wurde er als Vertreter der Deutschen Liberalen (Deutsche Fortschrittspartei) als Landtagsabgeordneter bestätigt.
Für die einzelnen Kronländer waren im österreichischen Kaiserreich in den 1870er Jahren für die Belange der Landwirtschaft Landeskulturräte nach öffentlichem Recht eingerichtet worden. Nachdem im Landeskulturrat für Böhmen nationaler Streit ausgebrochen war, konstituierte sich am 15. Juli 1886 in Prag der Deutsche Land- und forstwirtschaftliche Zentralverband um die Interessen der privatrechtlich organisierten deutschen landwirtschaftlichen Vereine gegenüber der Landesregierung zu vertreten. Am 18. November 1891 konstituierte sich eine deutsche Sektion im Landeskulturrat. Nach seiner Wahl als Landtagsabgeordneter stellte sich Richter sofort dem Deutschen Land- und forstwirtschaftlichen Zentralverband als Sekretär zur Verfügung. Er veröffentlichte über die Pressestelle des Zentralverbandes die Zeitschrift Der deutsche Landwirt als deren Schriftleiter vom 1. März 1892 bis Juni 1900.
Nach seiner Wahl in den kaiserlichen Reichsrat im Oktober 1893 wurde er als Mitglied des Clubs der vereinigten deutschen Linken aufgenommen, dem mehrere konstitutionelle (liberale und zentralistisch orientierte) Strömungen angehörten.
Auf den Bauerntagen von 1895 in Aussig und in Trautenau und 1896 in Bischofteinitz erläuterte Stefan Richter ausführlich das von ihm in 32 Punkten aufgestellte Agrarprogramm, mit dem die Ausbildung der Landwirte verbessert, ihre Existenzsicherung und das Produktionsniveau gehoben werden sollte.
Anfang 1898 schlug er die Schaffung einer einheitlichen Organisation deutscher Landwirte in Böhmen vor, die deren Interessen unabhängig von politischen Ansichten vereinen sollte. Am 15. Mai 1898 fand in der Nähe von Tetschen ein Vorbereitungstreffen der Organisation statt. Später entwickelte sie sich zu einer unabhängigen deutschen Agrarpartei.
Nach seinem Ausscheiden aus dem Parlamentsamt 1901 arbeitete Richter als Publizist und als Direktor der Bezugs- und Absatzstelle des Allgemeinen Verbandes der österreichischen Genossenschaften in Wien und war in den letzten Jahren vor seinem Tod Vizepräsident der Wiener Demokratischen Mittelpartei. Er starb im Februar 1929 in Wien an Lungentuberkulose.